# Lussac (Gironda)
Lussac é uma comuna francesa na região administrativa da Nova Aquitânia, no departamento da Gironda. Estende-se por uma área de 23,57 km². Em 2010 a comuna tinha 1 296 habitantes (densidade: 55 hab./km²).